# Суванні (річка)
Суванні (англ. Suwannee) — річка на підвенному сході США. Це  темноводна річка довжиною 396 км, що протікає територією штатів Джорджія та Флорида та впадає в Мексиканську затоку.

## Назва
Іспанці зареєструвалу перший варіант назви річки. Місцеві племена Тімукуа дали річці назву "Гуакара" ("Guacara"). Этимологи висувають декілька версій походження сучасної назви:
- "Сан Хуан" — на честь іспанської міссії "San Juan de Guacara"
- "Шауні" — на честь плем'я північно-американських індіанців Шауні
- "Савані" ("sawani") — слово з мови племен Криків що перекладається як "відлуння".

## Історія
Територія річки Суванні била заселена людьми тысячі років. У 16 сторіччі річка була заселена двома народами, що спілкувались мовою Тімукуа. У 18-му сторіччі вздовж річки жили Семіноли.
Пароплав "Madison" працював на річці до Громадянської Війни, були популярні курорти із сірчастими джерелами. Наприкінці 19 сторіччя було 14 працюючих готелів.